# The Lord Weird Slough Feg
The Lord Weird Slough Feg — американская рок-группа из Пенсильвании, которая играет в стилях фолк-метал и пауэр-метал. Название группа получила из комикса Slaine, основанного на кельтских мифах. Музыка группы похожа на традиционный хэви-метал в стиле Iron Maiden, Brocas Helm и Judas Priest с сильным влиянием европейского фолк-метала.
Концептуальный альбом группы, вышедший в 2003 году, «Traveller» целиком основан на одноименной ролевой игре GDW.
В 2005 году группа сократила своё название до «Slough Feg», в связи с тем, что группу всегда так называли, но найти их диски в музыкальных магазинах было затруднительно.

## Дискография
- The Lord Weird Slough Feg (1996)
- Twilight of the Idols (1999)
- Down Among the Deadmen (2000)
- Traveller (2003)
- Atavism (2005)
- Hardworlder (2007)

## Состав
- Michael Scalzi — гитара, вокал
- Angelo Tringali — гитара
- Adrian Maestras — бас-гитара
- Antoine Reuben-Diavola — ударные

- Mike Scalzi
- Angelo Tringali
- Adrian Maestas

### Бывшие участники
- Omar Herd — вокал
- Chris Haa — гитара
- Andrew Sebba — гитара
- John Cobbett — гитара
- Justin Phelps — бас-гитара
- Scott Beach — бас-гитара
- Jon Torres — бас-гитара
- Jim Mack — бас-гитара
- Dave Passmore — ударные
- Stu Kane — ударные
- Greg Haa — ударные